# 克雷桑
克雷桑（法語：Creissan，法語發音：[kʁesɑ̃]）是法国埃罗省的一个市镇，位于该省西部，属于贝济耶区。

## 地理
克雷桑（43°22'30"N, 3°0'39"E）面积8.89 平方千米，位于法国奧克西塔尼大區埃罗省，该省份为法国南部沿海省份，南濒地中海，西南接奥德省，西北接塔恩省和阿韦龙省，东北与加尔省接壤。
与克雷桑接壤的市镇（或旧市镇、城区）包括：塞巴藏、皮塞吉耶、卡朗特。

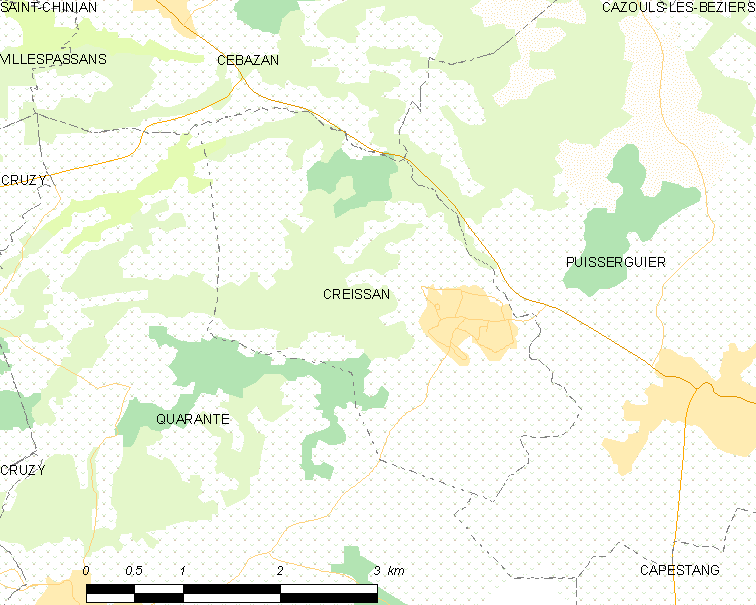
克雷桑的OSM定位图

克雷桑的时区为UTC+01:00、UTC+02:00（夏令时）。

## 行政
克雷桑的邮政编码为34370，INSEE市镇编码为34089。

## 政治
克雷桑所属的省级选区为圣庞斯德托米耶尔县。

## 人口

1962-2008年间克雷桑人口变化图示

克雷桑于2022年1月1日时的人口数量为1404人。